# 南風!BunBun
『南風!BunBun』（はえ!ぶんぶん、HAE! BUNBUN）は、米原秀幸による日本の少年漫画。サブタイトルは「WILD FAMILY LIFE」。『週刊少年チャンピオン』（秋田書店）にて、2005年24号から2006年9号まで連載。コミックスは全4巻。話数の数え方はすべて「問題○○（数字）」でタイトルはすべて平仮名で表記される。この作品の連載終了からインターバルを挟まずに、翌週より『Dämons』の連載を開始した。

## ストーリー
南風家・南風文化包丁を中心とし、さまざまなトラブルなどを解決していく中で、実の息子で大学を目指す主人公・文平は家業である「南風文化包丁」は「よろず何でも屋」という事実を知らなかった。

## 用語・設定
南風文化包丁
表向きには「包丁屋さん」だが、実は人助けのためなら穴掘りから警察沙汰ギリギリのことまで請け負う集団である。詳しく明らかにされていないが、「よろず何でも屋」が始まったのは、文平の祖父が息子（文平の父）のためにいろいろな仕事を持ってきたことから始まった模様。
マリダカ
物語の中で登場する都市伝説で、伝説の集団。10代の連中で構成され、窃盗・恐喝・銀行強盗などあらゆることで金を手にし、その額は数10億円と言う噂があった。その金は遊ぶ金に消えたという者がいれば、義賊だったという者もいる。名前は「マリリンモンローに抱かれたい」という店の名の略。

## 登場人物

### 南風文化包丁

#### 南風家
南風 文平（はえ ぶんぺい）
都立晴天高校に通う高校生で、中学時代はケンカに明け暮れていて凄まじい強さを誇ったが、卒業を機に暴力を封印し大学を目指すことにする。
怒ったとき、額に血管が浮き上がり、その形が「ド」であるがために「怒南風（ドバエ）」と呼ばれる。
南風 文蘭（はえ ぶんか） / とぉちゃん
文平の父で、南風文化包丁のボス。
南風 香（はえ かおり） / かぁちゃん
文平の母。主婦でありハードボイルド小説の作家でもある。
「優しい母」と「ハードボイルドな母」の二重人格で、仕事（小説家）のスイッチが入ると後者になってしまう。
南風 文香（はえ ふみか） / ねぇちゃん
文平の姉。
星次（せいじ）
弾丸の星次と呼ばれる、文香の夫で、文平の義理の兄。自称「地球の自転より速いスピードで生きる」というちぎれた男。
文星（ぶんせい）
星次と文香の子供で、文平の甥っ子。
じィちゃん
回想シーンにて登場。文平を可愛がり、文平もまた、そんなじィちゃんが大好きだった。

#### 家族以外のメンバー
渇森 宏雄（かつもり ひろお） / カッくん
文平の幼馴染の先輩。慎之介調べで、晴天高校ナンバー1。
安田 飛勇（やすだ ひゆう） / ゆうちゃん
文平の幼なじみの先輩。慎之介調べで、晴天高校ナンバー2。
堀口 慎之介（ほりぐち しんのすけ）
文平に憧れ、同じ高校へ入学。中学生の時の文平の同級生だが、文平はそのことを知らなかった。
井出 公助（いで こうすけ） / デコチン
強いと噂の文平（怒南風）に挑むも、歯が立たなかった。

### マリダカ
蘭平（らんぺい）
「マリダカの子」を名乗る、星次の同級生。自分を捨てた親（マリダカ）を探すためには手段を選ばず、星次をも病院送りにした。

### マリダカの関係者
堀口（父）
慎之介の父親で、文平の父・文蘭の同級生。
平本（ひらもと）
文蘭と堀口（父）の同級生でちょっと癖の悪い男。
蘭崎 加世子（らんざき かよこ）
平本が連れてきた彼女。

### その他の人物
真田 隆希（さなだ りゅうき）
「マリダカと同等の組織を創る」ために文平を執拗に誘う危ない男。
伴堂 長太（ばんどう ちょうた） / バンチョウ
名前の略が「ばんちょう」であり、デブのわりにそこそこ強い。
和子ちゃん（わこちゃん）
南風家の隣人で、文平の幼なじみ。わくわく顔の時にしゃべりだすと止まらなくなる。
夏木 夏（なつき なつ）
文平の同級生で、バンド「SEEK（シーク）」のヴォーカリスト。
本条（ほんじょう）
通称・かち割れ本条。SEEKのギタリスト。頭の傷は、過去に渇森に頭をかち割られた時にできたもの。一時的に南風文化包丁のジャンパーを着て行動を共にした。
塚崎 桃代（つかざき ももよ） / 塚崎先生
過去に文平の母・香との因縁があり、不良嫌い。

## 書誌情報
- 米原秀幸 『南風!BunBun』 秋田書店〈少年チャンピオン・コミックス〉、全4巻
  1. 2005年10月8日発売 ISBN 4-253-21031-7
  2. 2005年12月8日発売 ISBN 4-253-21032-5
  3. 2006年2月8日発売 ISBN 4-253-21033-3
  4. 2006年3月8日発売 ISBN 4-253-21034-1